# Fiaschi (cognome)
Fiaschi è un cognome italiano

## Varianti
Fiaschini, Fiaschetti, Fiasconi.
Nei documenti medioevali, il cognome era latinizzato in "Flascus" e relative varianti dovute ai casi latini.

## Origine e diffusione
Fiaschi è un cognome molto diffuso in Toscana. Risulta presente in minima parte anche nel Lazio, in Lombardia ed in Liguria.

## Storia
Almeno quattro famiglie, completamente indipendenti, hanno adottato il cognome Fiaschi. A Firenze già nel 1280 era presente un Tommaso Fiaschi figlio di Francesco: da questa famiglia dovrebbero discendere la quasi totalità dei Fiaschi presenti oggi.
A Ferrara, il cognome nasce intorno agli inizi del XV secolo con il patrizio Bartolomeo de Moro detto Fiasco († tra 1450 e 1466) figlio di Giacomo Matteo de Moro († tra 1388 e 1393). Una parte di questa famiglia divenne nobile, in particolare con Francesco Fiaschi (*1605 - †1658) che venne ordinato marchese del Sacro Romano Impero nel 1636 dall'imperatore Ferdinando III d'Asburgo. Tale famiglia si è estinta agli inizi del XX secolo.
La terza famiglia discende da Pietro detto Fiasco († tra 1470 e 1477) Conte di Tizzano Val Parma, famoso condottiero di origine calabrese al seguito di Francesco Sforza: uno dei suoi figli con la sua famiglia si sarebbe trasferito a Viterbo alla fine del XV secolo.

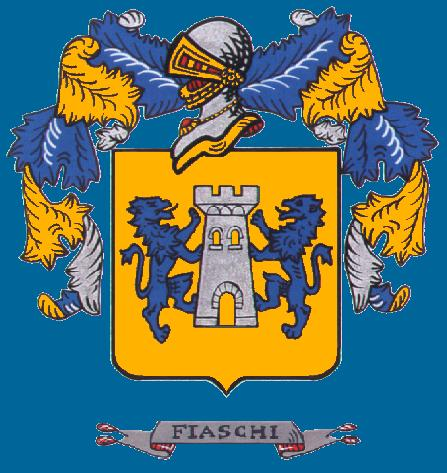
Stemma della famiglia Fiaschi di Prato e Firenze
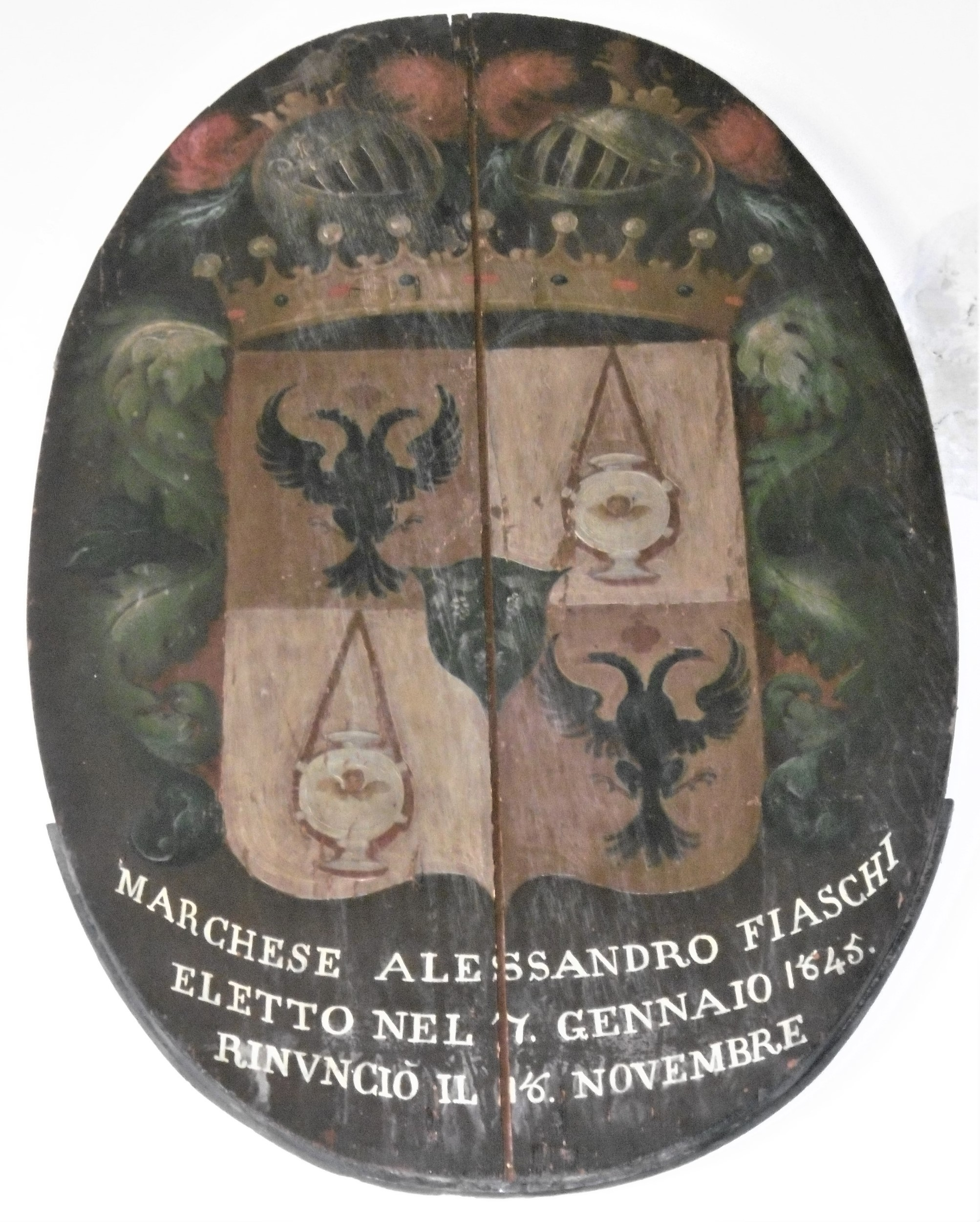
Stemma del Marchese Alessandro Fiaschi nel Palazzo Municipale di Ferrara
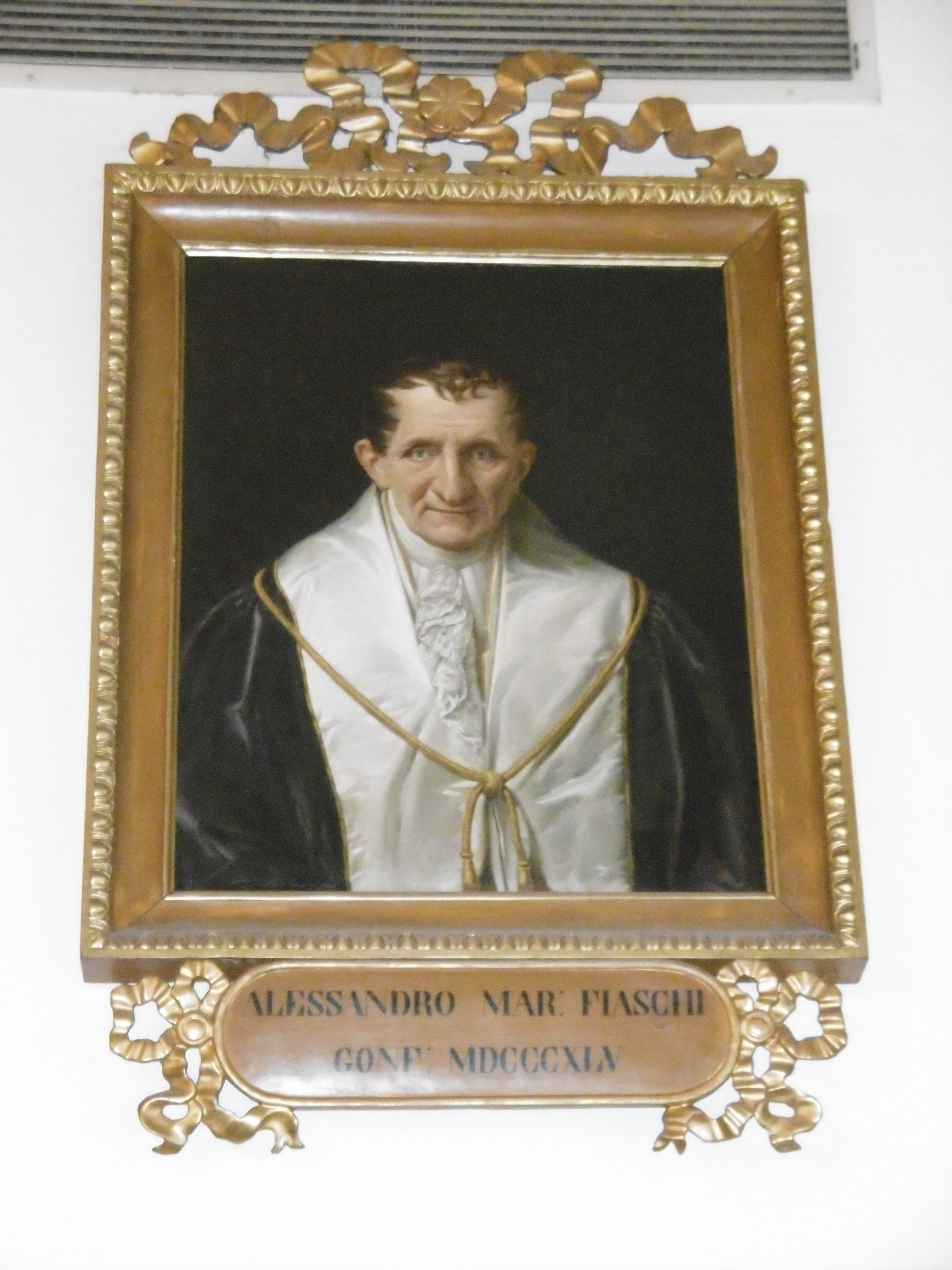
Ritratto di Alessandro Marchese Fiaschi nel Palazzo Municipale di Ferrara
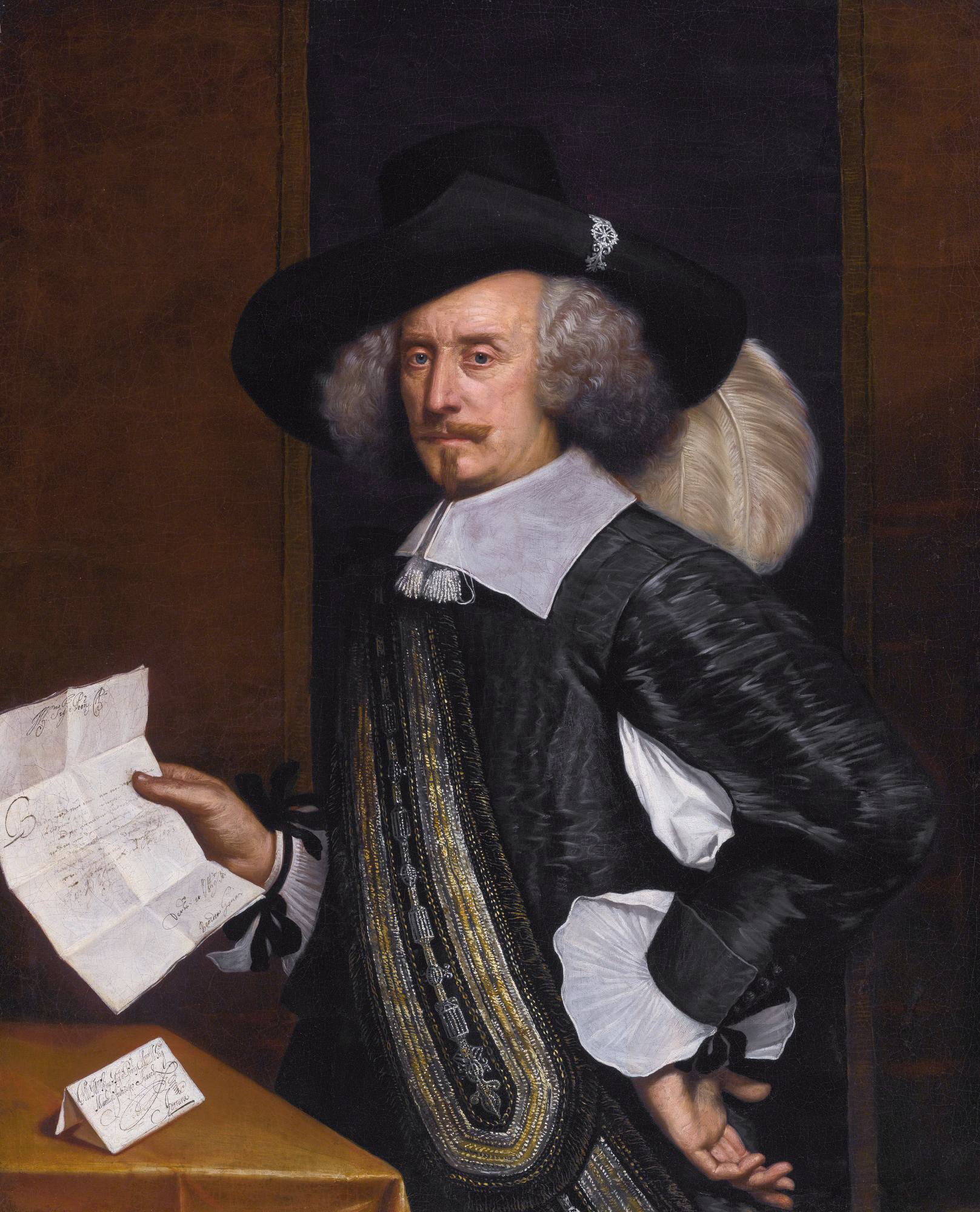
Marchese Francesco Fiaschi (Benedetto Gennari, 1655)

Sempre alla fine del XV secolo nella provincia di Viterbo, nasce la famiglia Fiaschi tuttora fiorente in quella zona.

## Persone
- Gogliardo Fiaschi - Partigiano anarchico.
- Serafino Fiaschi - Stilista fiorentino.